# Margarita Vidal
Margarita Vidal Garcés  (Cali, 20 de agosto de 1945) es una escritora y presentadora de televisión colombiana. Es reconocida por ser de las primeras presentadoras en el periodismo nacional. En 2003 fue la primera mujer en recibir el Premio Nacional de Periodismo Simón Bolívar a la vida y obra de un periodista. En 1982 fue designada como embajadora extraordinaria en Naciones Unidas y miembro de la Comisión de Paz (1982-1986) en representación del presidente Belisario Betancur Cuartas.

## Biografía
Margarita Vidal nació en Cali. Estudió en el Liceo Benalcázar, es licenciada en Ciencias de Comunicación Social de la Pontificia Universidad Javeriana y se especializó en Historia del Arte en Commonwealth Society. Se inició en los medios escritos narrando historias y noticias en los periódicos El Espectador, El Tiempo y las revistas Cromos ―de la que fue su directora― y Credencial, en la que se destacó con importantes entrevistas a protagonistas de la vida nacional. Participó en la edición dominical del diario El País.
Se vinculó a Caracol Radio, donde fue directora del Noticiero del mediodía en 1982 y en RCN donde se desempeñó en la dirección y condujo el programa de opinión Domingo a domingo en 1993-1996. En la Radio Nacional de Colombia fue directora del programa Al banquillo con Margarita donde realizó un amplio número de entrevistas a personajes de actualidad en 2013-2016. Desde 2017 es la directora del programa cultural Margarita da la nota en ese medio de comunicación.
Otro de sus aportes al periodismo colombiano ha sido su trabajo en televisión donde inició como reportera en 1969, haciendo parte del noticiero Hora 13; un año más tarde participó en el Noticiero Enka y en 1971 informó desde el Noticiero Suramericana. Su amplia experiencia en la pantalla se vio en programas informativos y de opinión, tales como el ABC de la mujer (1971-1972); Crónicas de Margarita Vidal en 1973-1975; La Entrevista de Margarita Vidal en 1976-1978  y La Mala hora, serie llevada a la pantalla chica en 1977 sobre la novela de Gabriel García Márquez.  
A principios de los años 80 fue comentarista del Noticiero TV Hoy. Realizó el programa Al Banquillo con Margarita en 1984-1988 y fue propietaria y directora del telenoticiero Noticias 1 en 1984-1991. Fue periodista del programa Palabra mayor en 1992, en donde entrevistó a 17 escritores latinoamericanos con motivo del V Centenario del Descubrimiento de América, entre quienes se destacan, Octavio Paz, Ernesto Sabato, Carlos Fuentes, Mario Vargas Llosa, José Donoso, Álvaro Mutis y Fernando Savater. Fue presentadora de la serie documental LiteraTuVer, junto a Diana Santamaría, donde desarrolló entrevistas con autores colombianos como Jorge Franco, Piedad Bonnett, Juan Fernando Jaramillo y Pilar Quintana.
En su trayectoria también destaca su paso por programas como Hablemos claro, En blanco y negro, Noche temática, Herencia viva y Versión libre (1993-2012). Durante su vida como periodista fue designada como embajadora extraordinaria en Naciones Unidas en 1982; miembro de la Comisión de Paz  (1982-1986) en representación del presidente Belisario Betancur Cuartas, y en 1994, de nuevo fue designada embajadora extraordinaria del citado ente multilateral. También se desempeñó en cinco oportunidades como jurado del Premio Nacional de Periodismo Simón Bolívar.

## Publicaciones
- Viaje a la memoria (1997) editorial Espasa Planeta
- Entre comillas, Espasa Planeta, con prólogo del expresidente Alfonso López Michelsen (1998).[2]

## Premios y reconocimientos
- Premio Nacional de Periodismo Simón Bolívar a la vida y obra de un periodista (2003)[1]
- Premio Vida y Obra de un Periodista (2018) durante la ceremonia de los Premios de Periodismo y Reportería Gráfica Alfonso Bonilla Aragón 2018, que entregó la alcaldía de Santiago de Cali.[1]